# Egon Mayer
Pour l’article homonyme, voir Egon Mayer (sociologue).
Egon Mayer, né le 19 août 1917 à Constance et mort au combat le 2 mars 1944 près de Montmédy, était un as allemand pendant la Seconde Guerre mondiale.
Il rejoint la Luftwaffe en 1937 jusqu'à sa mort. Il abat 102 aéronefs ennemis, toutes ses victoires sont revendiquées sur le front de l'Ouest, incluant 26 bombardiers, 51 Supermarine Spitfire et 12 Republic P-47 Thunderbolt. Ces victoires le font devenir le premier pilote à avoir gagné toutes ses victoires sur le front Ouest européen.

## Les débuts
Egon Mayer fut un des pilotes les plus complets de Luftwaffe. Bénéficiant d'une formation solide d'avant guerre, ce fut un excellent tireur et par-dessus tout, un chef et tacticien exemplaire. Issu d'une famille d'agriculteurs, Egon Mayer se passionne dès l'enfance pour le vol et se rend adepte du planeur, l'aviation à moteur étant encore interdite à cette époque. Fort de son expérience, il rejoint la Luftwaffe le 1er novembre 1937 après avoir fini ses études. Sa formation terminée, Mayer est nommé Leutnant et incorpore en décembre 1939 la JG 2 "Richthofen" du nom du célèbre as de 14-18.
C'est la période de la Drôle de guerre et les combats aériens se font rares. Tout change au printemps 1940 quand débute la bataille de France le 10 mai. Le Leutnant Mayer enregistre sa première victoire au sein de la 6./JG 2 le 13 juin sur un chasseur français MS 406. Le 1er août, il sert dans une école de chasse ce qui limitera son score pour l'année 1940. Il retourne à la JG 2 en septembre en pleine bataille d'Angleterre. Affecté successivement à la 3./JG 2 puis à la 8./JG 2, il remporte deux autres succès, étant lui-même abattu à quatre reprises, sans compter un bain forcé d'une heure dans les eaux glacées de la Manche.

## La Manche
Bien que son palmarès soit assez pauvre en matière de victoires comparé aux autres as de l'escadre, l'expérience de Mayer et ses talents de meneur le mènent le 10 juin 1941 à la tête de la 7./JG 2, à la suite de la capture de son prédécesseur, l'Oberleutnant Werner Machold (en) (32 victoires et as numéro 2 de la JG 2). Cette dernière, tout comme la JG 26 est en pointe face à la RAF surtout après le début de l'offensive en Russie et le départ de nombreuses escadres allemandes à l'Est. Il s'ensuit une lutte à mort presque quotidienne entre les pilotes des deux camps qui n'auront jamais démérité.
Le III./JG 2 dont dépend Mayer est commandé par un grand as Hans Hahn, les 8. et 9./ JG 2 ne sont pas moins bien lotis avec à leur tête Bruno Stolle (en) et Siegfried Schnell (en). Ces quatre pilotes remporteront à eux seuls plus de cent victoires entre avril et décembre 1941. Mayer pour sa part perfectionne sa technique de combat et remporte au cours de l'été dix-huit victoires sur les chasseurs et bombardiers anglais, ce qui lui vaut la croix de chevalier le 1er août 1941 après vingt victoires. Il termine finalement l'année avec 28 succès et se hisse à la 7e place des as de la JG 2.
L'intensité des combats ne faiblit pas en 1942, année où Mayer s'affirme encore un peu plus. Du 15 avril au 6 mai, Mayer, désormais aux commandes d'un FW 190, fait tomber douze Spitfire et un Boston. Sa plus belle réalisation a lieu le 25 avril avec quatre Spitfire abattus en deux sorties. Le 18 août, l'Oberleutnant Mayer remporte sa 50e victoire, toujours sur le célèbre chasseur anglais. Le lendemain, l'as allemand fête son 25e anniversaire en descendant un Hurricane et un Spitfire à deux minutes d'intervalle au-dessus des plages du débarquement de Dieppe.

## Lutte contre les quadrimoteurs de la8eAir Force
Le 1er novembre, Hans Hahn prend en charge le II./JG 54 en Russie et laisse le III./JG 2 sous la responsabilité de Mayer qui devient Hauptmann. C'est à la même époque que ciel européen voit arriver un nouvel adversaire : les quadrimoteurs américains B-17 et B-24. Ces avions sont rapides, solides, bien armés et nécessitent évidemment beaucoup plus de coups au but pour les abattre que pour un chasseur. Mayer lui ne s'embarrasse pas de ces détails et parvient à détruire deux B-17 et un B-24 le 23 novembre. Ce sont ses premières victoires face à ce type d'avion. Il récidive le 30 décembre et descend deux B-17 supplémentaires le 3 janvier 1943. À cette date, les forces aériennes alliées commencent doucement mais sûrement à renverser la vapeur en leur faveur. Le 14 février 1943, le Hauptmann Egon Mayer descend trois chasseurs bombardiers Typhoon de la RAF. Le 16 avril, après avoir abattu deux autres quadrimoteurs B-17, Mayer reçoit des Feuilles de Chêne. Il est déjà à cette date l'expert numéro 1 de la chasse aux bombardiers lourds.
Cependant ce genre d'interception n'est pas sans risque et plonger au milieu de ces formations peut se révéler une expérience terrifiante. En effet, le B-17 (version E et F) de l'époque, outre sa robustesse, est un véritable porc-épic qui porte bien son nom de "forteresse volante". Défendu par onze mitrailleuses, il est protégé en tout point sauf à l'avant. Les ingénieurs américains ne pensaient pas en effet qu'un chasseur ennemi serait assez fou pour attaquer de face, la vitesse conjuguée de deux avions fonçant l'un sur l'autre étant alors de l'ordre de 800 km/h. Cela n'effraie pas pour autant Egon Mayer qui commence à développer avec Georg-Peter Eder une tactique permettant d'attaquer les bombardiers de front en risquant au minimum de se faire toucher par les tirs défensifs. La manœuvre débute par un dépassement de plusieurs kilomètres d'une formation de bombardier. L'attaque proprement dite consiste ensuite à faire volte-face, viser de préférence le cockpit et tirer, le tout en quelques secondes seulement, ce qui requiert évidemment des pilotes chevronnés.

## Des adversaires solides
Entre-temps en juin 1943 a lieu une rencontre épique entre Egon Mayer et Robert S. Johnson, futur as du 56 Fighter Group. Le P-47 de ce dernier part en vrille après avoir été durement touché par des FW 190. Les Allemands le croyant logiquement hors de combat décrochent, tandis que l'Américain chute en feu. Johnson, blessé, parvient miraculeusement à sortir de la vrille tandis que l'incendie cesse. Il essaie alors de sauter, mais en vain : sa verrière est coincée. Il se rend alors compte que son appareil peut encore voler mais il est totalement seul dans le ciel. Apparaît alors le FW 190 d'Egon Mayer, bien décidé à abattre cette proie facile.
Incapable de manœuvrer rapidement pour esquiver, Johnson vire mais Mayer ouvre le feu et le touche. Johnson zigzague pour gêner les tirs de l'Allemand qui finit par le dépasser. Johnson tire à son tour mais ne peut ajuster efficacement. Mayer se place alors à la hauteur de Johnson, lui adresse un signe, puis se replace dans ses 6 heures, tire et le touche à nouveau. Le P-47 encaisse fièrement tandis que son pilote se fait tout petit derrière sa plaque de blindage. Ce petit jeu se répète une troisième fois mais Mayer se retrouve à court de munitions. Il salue alors son adversaire en balançant des ailes et rentre à la base tout comme Johnson. Ce dernier, une fois au sol, compta plus de 200 trous avant même d'avoir fait le tour complet de son avion. On s'aperçut également qu'un obus de 20 mm avait éclaté juste derrière son appuie-tête, rendant impossible l'ouverture de la verrière.
La robustesse du P-47 en dit long sur celle des quadrimoteurs américains et la difficulté pour les abattre. Nommé Kommodore de la JG 2 en lieu et place de Walter Oesau le 1er juillet 1943, Mayer ne tarde pas à mettre en pratique sa nouvelle tactique d'attaque frontale : deux B-17 descendus le 4 juillet, deux autres dix jours plus tard et encore un le 30 juillet pour sa 71e victoire. Le 3 septembre, il devient l'as numéro 1 de la JG 2. Trois jours plus tard et pour sa 80e victoire, il abat trois B-17 en moins de 20 minutes. Le 1er décembre, le Major Mayer réalise son plus bel exploit en descendant quatre P-47 et son 21e quadrimoteur. Ce sera la dernière fois qu'un pilote allemand réalise un quintuplé en une seule sortie de jour sur le front Ouest. Il achève son 90e succès aussi tard que le 31 décembre.

## La fin d'un pilote redoutable
La nouvelle année 1944 ne freine en rien la carrière même si les chasseurs Alliés sont de plus en nombreux et performants. Les 4 et 5 janvier Mayer descend un B-26, un Spitfire et deux P-47. Le 7 janvier, dans le nord de la France, Mayer montre une nouvelle fois de quoi il est capable : en l'espace de 13 min seulement, il abat un bombardier B-17 et trois B-24. C'est alors, le plus grand expert de la Luftwaffe de la chasse aux quadrimoteurs, 26 au total à son crédit. Promu Oberstleutnant, Egon Mayer remporte le 4 février sa 100e victoire en combat aérien. Il devient de ce fait, le troisième pilote seulement (derrière Hans-Joachim Marseille et Joachim Müncheberg) à parvenir à pareil score contre l'adversaire franco-américano-britannique, mais le premier sur le seul front européen.
Mayer a survécu jusqu'alors à beaucoup de situations critiques, y compris un atterrissage forcé dans une carrière et un saut en parachute à seulement 80 mètres du sol, mais la chance finit par l'abandonner. Le 2 mars 1944, en conduisant une interception de bombardiers alliés à bord de son FW 190 dans la localité de Montmédy, Egon Mayer est surpris par des chasseurs américains d'escorte et mortellement mis hors de combat. Il décède en sachant qu'auparavant, ce même jour, il était le 51e soldat de la Wehrmacht à recevoir les glaives à la croix de chevalier, décoration qu'il recevra finalement à titre posthume.
Egon Mayer a effectué 353 missions. Il est titulaire de 102 victoires toutes acquises avec la JG 2 Richthofen et sur le seul front Ouest européen. Son palmarès compte 51 Spitfire et 12 P-47, à ajouter à cela 26 quadrimoteurs, le meilleur résultat contre ce type d'appareil à sa mort.